# Noritonus conspersinervis
Noritonus conspersinervis är en insektsart som beskrevs av Carl Stål 1862. Noritonus conspersinervis ingår i släktet Noritonus och familjen dvärgstritar. Inga underarter finns listade i Catalogue of Life.